# The Inner Circle (pel·lícula de 1912)
The Inner Circle és una pel·lícula muda dirigida i produïda per D. W. Griffith i protagonitzada per Adolph Lestina i Mary Pickford entre d'altres. Es va estrenar el 12 d’agost de 1912.

## Argument
L’únic consol que té un vidu solitari d’origen italià des de la mort de la seva dona és la seva petita filla. A contracor s’ha fet membre d’una societat secreta, el cercle íntim, formada entre els seus paisans. Els membres d’aquesta societat envien un noi amb un missatge a un ric italià demanant que els pagui 5.000 dòlars per aparentment sufragar les despeses de la seva societat. L’home ric s’hi nega i ho denuncia a la policia.
Aleshores la societat decideix la seva aniquilació i convoca una reunió a la que el vidu ha d’anar deixant la filla a càrrec d’una senyora del mercat. A la reunió el vidu és escollit per assassinar l’home ric. Al principi aquest es rebel·la contra el seu destí però té poques opcions, ja que es tracta d’escollir entre l’home ric o si mateix. Per tant, decideix dur a terme el terrible encàrrec. Mentrestant, la filla del vidu s’ha allunyat de la dona que la cuidava i és atropellada per un cotxe. Tot i que surt il·lesa és portat a la casa del ric condemnat just quan el pare col·loca i encén una bomba a sota. Quan l’home surt del lloc descobreix la seva filla a través de la finestra de l'habitació on ha col·locat la bomba. En aquell moment el deté la policia i el deixa inconscient. Es desperta dins de la casa i reconeixent la seva filleta surt corrents, agafa la bomba i la llença lluny just en el moment que explota. Moribund, explica a la policia la localització de la societat secreta la qual deté els seus membres. L’home ric pregunta a la seva filla o jove esposa si acceptaria que adoptessin la nena i ella diu que sí.

## Repartiment
- Adolph Lestina (el vidu)
- Jack Pickford (el missatger)
- J. Jiquel Lanoe (el ric italià)
- Mary Pickford (filla o esposa del ric italià)
- Charles Hill Mailes (membre de la societat)
- Joseph McDermott (policia)
- Alfred Paget (policia)
- Christy Cabanne (membre de la societat)
- Donald Crisp
- Gladys Egan
- Charles Gorman (testimoni de l’accident)
- Robert Harron (testimoni de l’accident)
- Mae Marsh
- Blanche Sweet
- Baden Powell
- Kate Toncray
- Henry B. Walthall
- Charles West